# أكبر أباد (باقران)
أكبر أباد (بالفارسية: اکبرآباد) هي مستوطنة تقع في إيران في قسم باقران الريفي. يقدر عدد سكانها بـ 106 نسمة .